# Alfred James Mitchell
Alfred James Mitchell (fl. XX secolo) è stato un calciatore inglese, di ruolo Centrocampista.

## Carriera
Giunse dalla Gran Bretagna al Genoa nel 1912, disputando con i Grifoni la stagione 1912-1913.
Mitchell esordisce alla prima giornata di campionato, il 3 novembre 1912, nella vittoria esterna per tre a due contro l'Inter.
Lascerà il sodalizio genovese al termine della stagione, dopo aver ottenuto il secondo posto nella classifica finale alle spalle della Pro Vercelli.